# Дворец Радзивиллов (Вильнюс)
Дворе́ц Радзиви́ллов (лит. Radvilų rūmai) — дворец в стиле позднего ренессанса в Старом городе Вильнюса, второй по значению из дворцов Радзивиллов в Вильнюсе и самый большой из них. Располагается на улице Вильняус (Vilniaus g. 24), выходя на улицы Лабдарю (Labdarių g. 3) и Лейиклос (Liejyklos g. 2). Охраняется государством: значился памятником архитектуры республиканского значения (AtR 46) и историческим памятником республиканского значения (IR 42) , код в Регистре культурных ценностей 752. В отреставрированной части дворца размещается Музей дворца Радзивиллов — подразделение Литовского художественного музея с экспозицией, посвящённой роду Радзивиллов и представляющей изобразительное искусство зарубежных стран XVI—XX веков.

## История

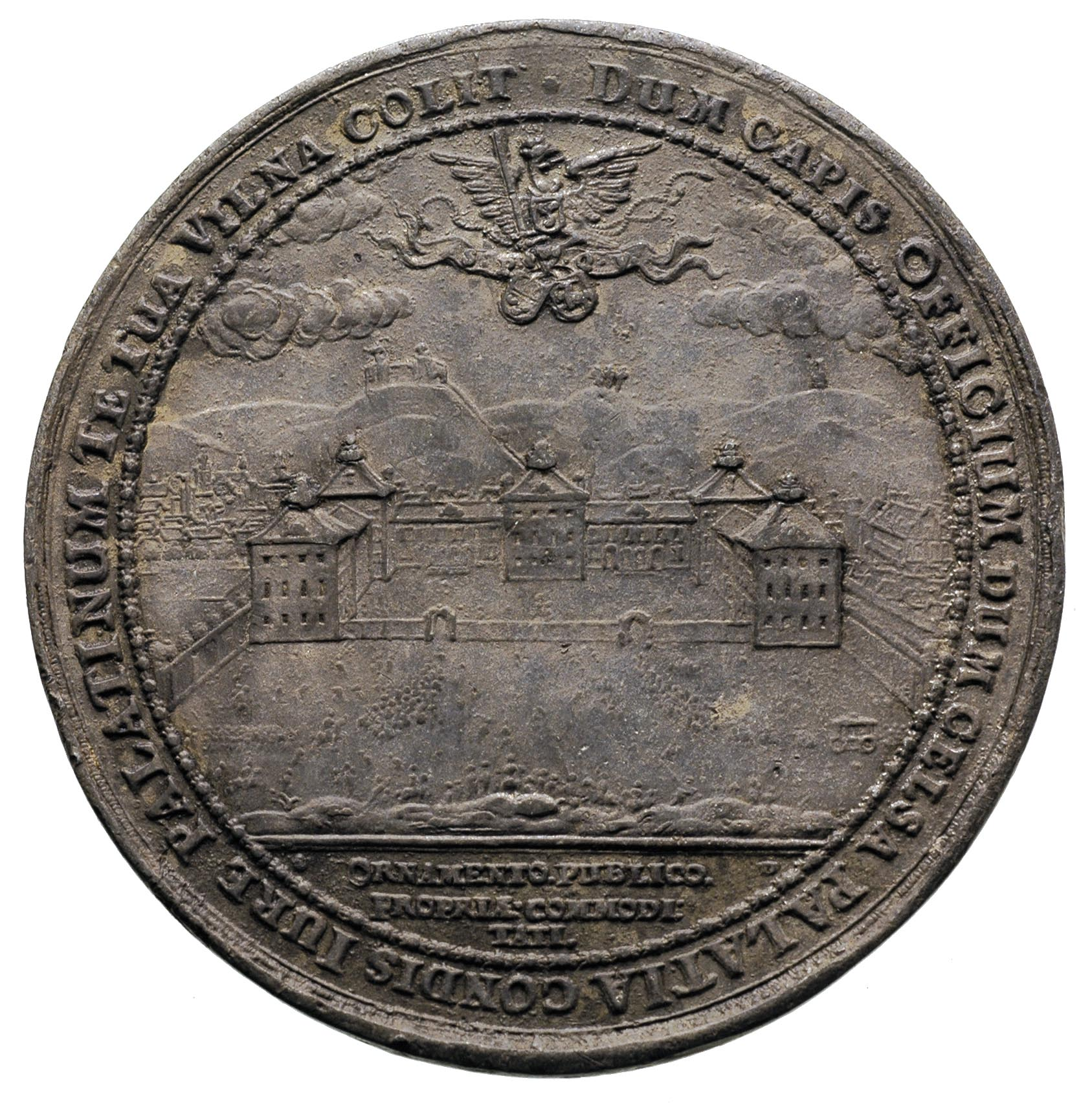
Медаль Себастьяна Дадлера (1653) с изображением дворца Януша Радзивилла

В XVI веке на месте нынешнего здания дворца Радзивиллов располагался деревянный дворец Николая Радзивилла Чёрного. В середине XVII века архитектор Ян Ульрих возвёл резиденцию воеводы виленского, великого гетмана литовского Януша Радзивилла.
Дворец значительно повредили пожары, свирепствовавшие в Вильно в 1654 году, когда началась война с Россией, и в XVII веке, когда ВКЛ проходило сквозь череду войн. Доминик Иероним Радзивилл в 1807 году передал заброшенное здание виленскому благотворительному Человеколюбивому обществу, в ведении которого дворец находился до 1940 года. На протяжении XIX и XX веков составлявшие дворец корпуса неоднократно ремонтировались, отдельные части разрушались или радикально перестраивались. Сохранилось два корпуса дворцового ансамбля — северный и восточный, а также северный павильон.

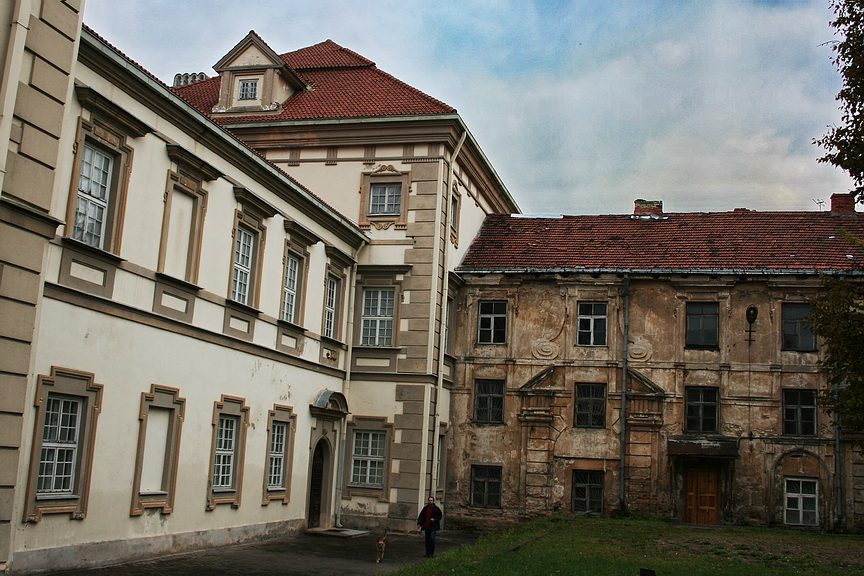
Дворец Радзивиллов

В 1967 году архитектор Витаутас Дваришкис подготовил проект консервации и реставрации дворца. В 1984 году по проекту архитектора Эвалдаса Зулонаса был восстановлен западный павильон, в котором разместился центральный лекторий общества «Знание». В остальных корпусах бывшего дворца были жилые квартиры и общежитие.
В 1990 году в отреставрированном дворце Радзивиллов разместилось подразделение Литовского художественного музея — Музей дворца Радзивиллов. Помимо экспозиции, посвящённой роду Радзивиллов и его выдающимся представителям, в музее представлены произведения изобразительного искусства Австрии, Германии, Испании, Италии, Польши, России, Франции, фламандская и голландская живопись.

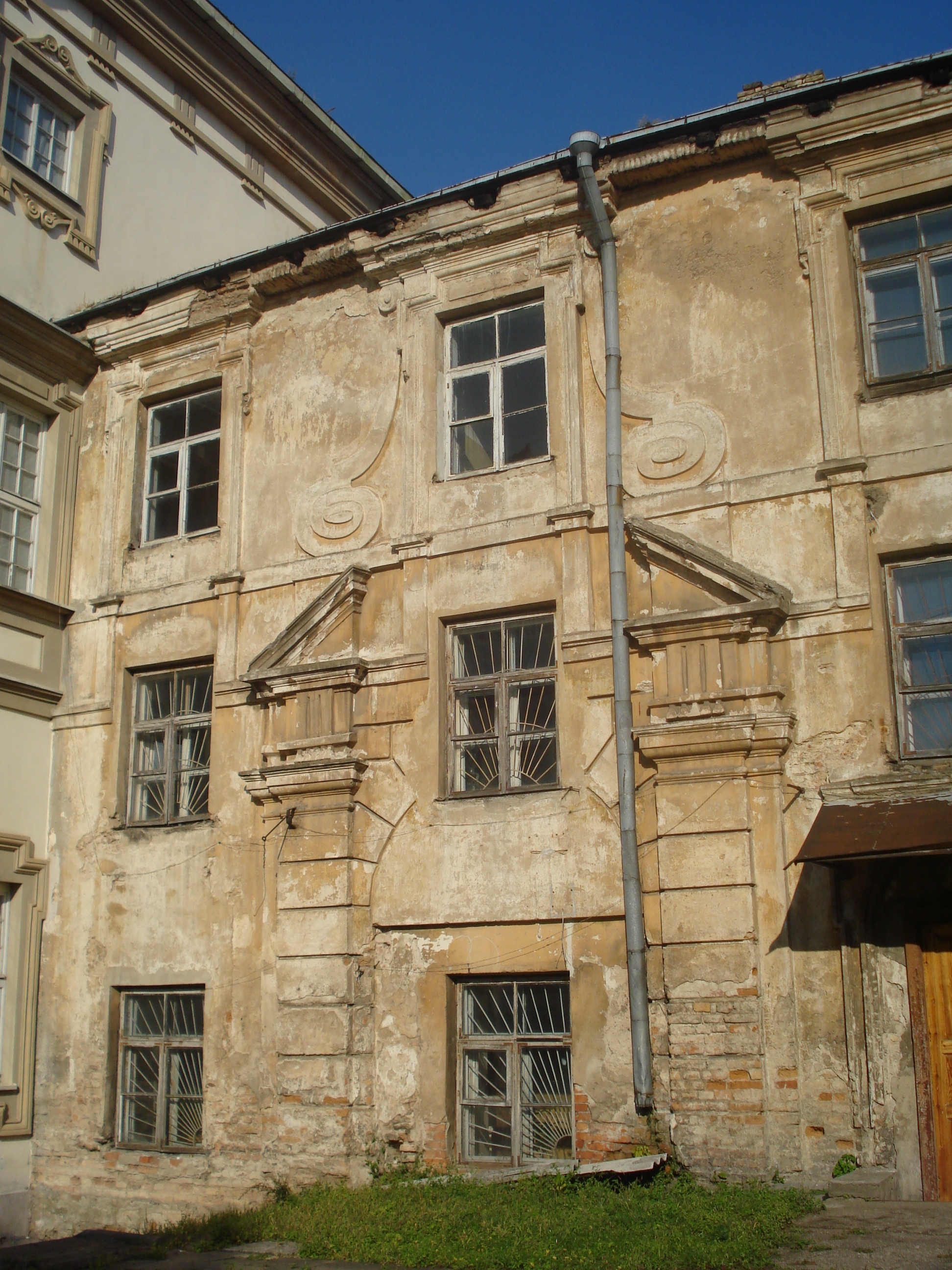
Юго-западный портал восточного корпуса дворца Радзивилла

## Архитектура
Дворец — единственный сохранившийся в Вильнюсе ренессансный дворец с чертами голландского Ренессанса и оформлением в стиле маньеризма, по своему происхождению из литовской ренессансной архитектуры. Первоначальная симметричная структура дворца была близка дворцам позднего Ренессанса во Франции, таким как Дворец Фонтенбло и Люксембургский дворец.